# ハル島 (アメリカ合衆国・ニューハンプシャー州)
アメリカ合衆国のニューハンプシャー州のハル島（ハルとう、英語、Hull Island）とは、北アメリカ大陸東部のウィニペソーキー湖の北部に点在する島。

## 地理
ハル島は北緯43度40分46秒 西経71度24分53秒 / 北緯43.6795197度 西経71.4147948度座標: 北緯43度40分46秒 西経71度24分53秒 / 北緯43.6795197度 西経71.4147948度に位置しており、この場所はアメリカ合衆国北東部ニューハンプシャー州東部のキャロル郡に属している

。
ウィニペソーキー湖は、湖の中に幾つもの島を持っている。湖の中には、例えばベア島 (アメリカ合衆国・ニューハンプシャー州)やストーンダム島などのように、ハル島よりも大きな島が他に幾つも存在している。

## 混同注意
アメリカ合衆国内には「Hull Island」と言う地名が、ニューハンプシャー州のハル島のほかにも2箇所存在する

。
1つは、アメリカ合衆国南東部フロリダ州、フロリダ半島中部に位置するオレンジ郡に属する「Hull Island」。もう1つは、アメリカ合衆国南東部ジョージア州南東部のカムデン郡に属する「Hull Island」である。ただし、これらはいずれも日本語で言う「島」ではなく、ハル・アイランドという地名である。